# 제임스 프라울리
제임스 프롤리(James Frawley, 영어 발음: /ˈfrɔːli/, 1936년 9월 29일 ~ 2019년 1월 22일)는 미국의 영화 감독, 배우, 영화 제작자이다.
휴스턴에서 태어났으며 인디언웰스에서 사망하였다. 사인은 심근 경색이다.

## 출연 작품
- 섹슈얼 마인드 (1997년)
- 아메리칸 고딕 (1995년)
- 미드나잇 런 - 제1탄 (1994년)
- 형사 콜롬보 - 피빛 결투 (1989년)
- 형사 콜롬보 - 환상의 죽음 (1989년)
- 사랑 스파이 그리고 거짓말 (1988년)
- 어솔트 앤드 매트리모니 (1987년)
- 팜스프링스의 청춘 (1985년)
- 애꾸눈 해피 (1982년)
- 머펫 무비 (1979년)
- 빅 버스 (1976년)
- 키드 블루 (1973년)
- 해저 여행 (1964년)

### 텔레비전
- 21세기 도망자 (2000년)
- 에드 (2000년)
- 프라이빗 프랙티스 (2007년)
- 고스트 위스퍼러 시즌1 (2005년)
- 저징 에이미 (1999년)
- 더 프랙티스 시즌1 (1997년)
- 법과 질서 (1990년)
- 앨리의 사랑 만들기 (1997년)
- 의뢰인 - 시리즈 (1995년)
- 시카고 메디컬 (1994년)
- 매그넘 P.I. (1980년)
- FBI (1965년)
- 첩보원 0011 (1964년)
- 미녀 첩보원 (1983-85, Scarecrow and Mrs. King)
- 제3의 눈 (1963년)